# Antonio Ceballos Atienza
Antonio Ceballos Atienza (ur. 31 lipca 1935 w Alcalá la Real, zm. 21 września 2022 w Jaén) – hiszpański duchowny rzymskokatolicki, biskup diecezjalny Ciudad Rodrigo w latach 1988–1993, biskup diecezjalny Kadyksu i Ceuty w latach 1993–2011, od 2011 biskup senior diecezji Kadyksu i Ceuty.

## Życiorys
Urodził się 31 lipca 1935 w Alcalá la Real. 29 czerwca 1961 został wyświęcony na prezbitera.
7 stycznia 1988 został mianowany biskupem diecezjalnym diecezji Ciudad Rodrigo. Święcenia biskupie przyjął 25 marca 1988. Konsekrował go arcybiskup Mario Tagliaferri, nuncjusz apostolski w Hiszpanii, któremu asystowali kardynał Marcelo González Martín, arcybiskup metropolita Toledo, i kardynał Ángel Suquía Goicoechea, arcybiskup metropolita Madrytu.
10 grudnia 1993 został przeniesiony na urząd biskupa diecezjalnego diecezji Kadyksu i Ceuty. 30 sierpnia 2011 została przyjęta jego rezygnacja z zajmowanego urzędu.